# Anfisa (mitología)
En la mitología griega, Anfisa (Ἄμφισσα) era una hija de Macareo (hijo de Eolo) y el epónimo de la ciudad de Anfisa en Lócrida Ozolia. Fue una de las amantes de Apolo. 
Es posible que Anfisa sea identificable con Macareide Ise, mencionada por Ovidio como amante de Apolo, quien la sedujo con un disfraz de pastor.
Este recurso, el de disfrazar su identidad para seducir ninfas y mujeres, era utilizado por varias divinidades helénicas, como consta en diversos relatos de poetas y narradores de la antigüedad.